# Slava (chanteuse)
Slava (Moscou, 15 mai 1980) est une chanteuse, actrice et mannequin russe. 